# Alive II
《Alive II》는 1977년 10월 14일, 카사블랑카 레코드가 발매한 미국의 하드 록 밴드 키스의 두 번째 라이브 음반이다. 이 밴드는 1975년 라이브 아웃팅 이후 세 장의 음반(《Destroyer》, 《Rock and Roll Over》, 《Love Gun》)을 발매했고, 에디 크레이머가 프로듀싱을 맡으며 다양한 신곡을 선보였다.

## 배경
《Alive II》의 기원은 1977년 4월 2일, 일본 도쿄의 부도칸에서 열린 저녁 공연에서 이 밴드의 매니저 빌 아우코인이 크레이머에게 라이브 음반을 녹음할 것을 제안했을 때로 거슬러 올라간다. 그 계획은 그해 가을 《Love Gun》이 될 음반을 녹음하기 전에 키스에게 마땅한 휴가를 주기 위해 라이브 음반을 발매하는 것이었다. 크레이머는 음반 작업을 끝냈지만 카사블랑카와 키스는 음반 작업을 사용할 수 없다고 여겼고 밴드는 《Love Gun》 세션을 진행하였다.
《Alive II》의 대부분의 라이브 트랙은 Love Gun Tour 기간 동안 더 포럼에서 8월 26일부터 28일까지 열린 공연에서 녹음되었다. 8월 26일과 27일 공연의 오후 3시 사운드 체크가 녹음되었고, 후에 음반에 사용되었다. 〈Beth〉와 〈I Want You〉는 중단된 일본 라이브 음반에서 해제되어 완성된 《Alive II》에 사용되었다. 이 밴드는 라이브에 포함된 곡들을 복제하고 싶어하지 않았기 때문에, 이 음반의 세 가지 라이브 사이드 곡들을 모두 키스의 이전 스튜디오 음반인 《Destroyer》, 《Rock and Roll Over》 그리고 《Love Gun》에서 따왔다.
오리지널 더블 음반에서 4면(두 번째 CD의 트랙 6~10)의 곡들은 1977년 9월 13일부터 16일까지 녹음된 스튜디오 트랙이다. 에이스 프레일리는 오리지널 스튜디오 트랙에서 리드 기타를 연주한 것으로 인정받았지만, 1997년에 발매된 리마스터드 버전은 키스 팬들에 의해 수년 동안 추측되어 왔던 것을 확인시켜 주었다. 밥 큘릭은 실제로 프레일리가 아닌 세 트랙(〈All American Man〉, 〈Rockin' in the U.S.A.〉 그리고 〈Larger Than Life〉)에서 리드 기타를 연주했다. 프레일리는 이 스튜디오 곡에 유일한 참여작인 〈Rocket Ride〉(원래 솔로 음반용으로 작곡된 곡)에서 리드 보컬을 부르고 기타와 베이스 기타를 모두 연주했다. 폴 스탠리는 1964년 데이브 클라크 파이브가 녹음한 〈Any Way You Want It〉에서 모든 기타를 연주했다.

## 홍보용품
《Alive II》의 오리지널 바이닐은 게이트폴드 커버와 사진 속 소매가 있는 2LP 세트였다. 음반에 홍보용품을 포함시키는 키스 전통을 이어온 《Alive II》는 키스의 진화라는 풀컬러 소책자와 일시적 이적 문신을 만화 스타일로 꾸몄다. 그 문신들은 밴드 로고, 키스 아미 로고, 밴드 멤버 머리, 멤버 서명과 상징을 묘사했다. 그 상징들은 그룹의 4인칭들을 상징하기 위한 것이었고, 진 시몬스의 두개골과 십자뼈, 스탠리의 눈을 가진 장미와 별, 프레일리의 토성과 같은 행성이자 인쇄물 스타일의 "ACE" 그리고 피터 크리스의 드럼과 고양이 머리를 포함했다. 장미와 "ACE"는 각각 스탠리와 프레일리의 실제 문신을 모방한 것이다. 이 음반에는 키스 아미에 "입대"할 수 있는 기회뿐만 아니라 공식적인 키스 상품을 나열하는 상품 주문서도 포함되어 있었다. 안쪽 소매 부분에는 색종이 꽃의 폭풍 속에서 열광하는 키스 팬들과 지금까지의 그 밴드의 음반 목록들이 묘사되어 있었다.

## 평가
| 전문가 평가     | 전문가 평가 |
| 평가 점수       | 평가 점수   |
| 출처            | 점수        |
| --------------- | ----------- |
| AllMusic        | [ 3 ]       |
| Metal Nightfall | [ 4 ]       |
| Pitchfork       | (7.0/10)    |
| Rolling Stone   | [ 6 ]       |
| TrueMetal       | (90/100)    |
| Vista Records   | [ 8 ]       |

광범위한 투어 기간을 마치고 나온 《Alive II》는 빌보드 200 차트에서 7위에 오르며 엄청난 팬 반응과 평단의 갈채를 받았다. 그 음반은 몇몇 비평가들로부터 칭찬을 받았다. 회고적 리뷰에서 올뮤직의 비평가 그레그 프라토는 〈Detroit Rock City〉, 〈Shock Me〉, 〈Shout It Out Loud〉와 같은 몇몇 곡들이 "아드레날린 충만한" 분위기를 특징으로 한다고 말했다. 그는 이 음반이 "흥미로운 라이브 밴드"로서 그룹의 요소를 보여준 것에 대해 찬사를 보냈다.

## 곡 목록
| #  | 제목                             | 작사·작곡                              | 리드 보컬 | 재생 시간 |
| -- | -------------------------------- | -------------------------------------- | --------- | --------- |
| 1. | 〈Detroit Rock City〉            | 폴 스탠리, 밥 에즈린                   | 스탠리    | 3:58      |
| 2. | 〈King of the Night Time World〉 | 스탠리, 에즈린, 킴 파울리, 마크 앤서니 | 스탠리    | 3:06      |
| 3. | 〈Ladies Room〉                  | 진 시몬스                              | 시몬스    | 3:11      |
| 4. | 〈Makin' Love〉                  | 스탠리, 숀 딜레이니                    | 스탠리    | 3:13      |
| 5. | 〈Love Gun〉                     | 스탠리                                 | 스탠리    | 3:34      |

| #   | 제목                     | 작사·작곡       | 리드 보컬   | 재생 시간 |
| --- | ------------------------ | --------------- | ----------- | --------- |
| 6.  | 〈Calling Dr. Love〉     | 시몬스          | 시몬스      | 3:32      |
| 7.  | 〈Christine Sixteen〉    | 시몬스          | 시몬스      | 2:45      |
| 8.  | 〈Shock Me〉             | 에이스 프레일리 | 프레일리    | 5:51      |
| 9.  | 〈Hard Luck Woman〉      | 스탠리          | 피터 크리스 | 3:06      |
| 10. | 〈Tomorrow and Tonight〉 | 스탠리          | 스탠리      | 3:20      |

| #   | 제목                  | 작사·작곡                   | 리드 보컬      | 재생 시간 |
| --- | --------------------- | --------------------------- | -------------- | --------- |
| 11. | 〈I Stole Your Love〉 | 스탠리                      | 스탠리         | 3:36      |
| 12. | 〈Beth〉              | 크리스, 에즈린, 스탠 펜리지 | 크리스         | 2:24      |
| 13. | 〈God of Thunder〉    | 스탠리                      | 시몬스         | 5:16      |
| 14. | 〈I Want You〉        | 스탠리                      | 스탠리         | 4:14      |
| 15. | 〈Shout It Out Loud〉 | 스탠리, 시몬스, 에즈린      | 스탠리, 시몬스 | 3:37      |

| #   | 제목                      | 작사·작곡          | 리드 보컬 | 재생 시간 |
| --- | ------------------------- | ------------------ | --------- | --------- |
| 16. | 〈All American Man〉      | 스탠리, 딜레이니   | 스탠리    | 3:13      |
| 17. | 〈Rockin' in the U.S.A.〉 | 시몬스             | 시몬스    | 2:38      |
| 18. | 〈Larger Than Life〉      | 시몬스             | 시몬스    | 3:55      |
| 19. | 〈Rocket Ride〉           | 프레일리, 딜레이니 | 프레일리  | 4:07      |
| 20. | 〈Any Way You Want It〉   | 데이브 클라크      | 스탠리    | 2:33      |

## 인증
| 국가                       | 인증        | 판매량/출하량 |
| -------------------------- | ----------- | ------------- |
| 캐나다 (뮤직 캐나다)       | 플래티넘    | 100,000^      |
| 미국 (RIAA)                | 2× 플래티넘 | 2,000,000^    |
| ^출하량을 기반으로 한 인증 |             |               |